# Рессон-сюр-Ма (кантон)

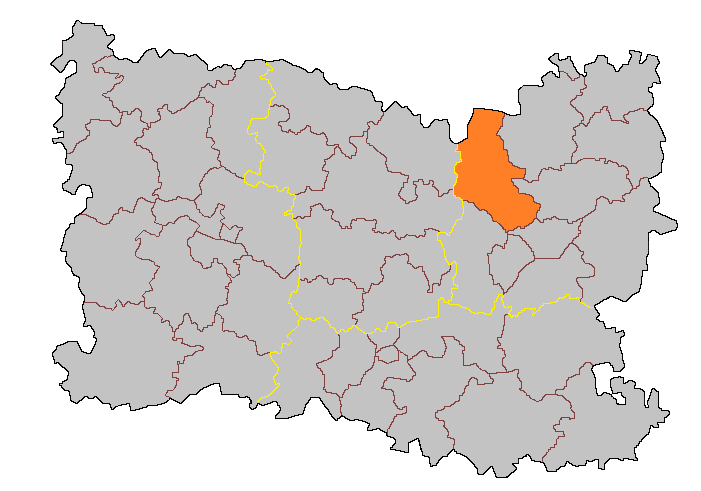
Кантон Рессон-сюр-Ма на карте департамента Уаза

Рессон-сюр-Ма (фр. de Ressons-sur-Matz) — упразднённый кантон во Франции, в регионе Пикардия, в департаменте Уаза. Входил в состав округа Компьень.
В состав кантона входили коммуны (население по данным Национального института статистики за 2010 г.):
- Антёй-Порт (420 чел.)
- Беллуа (86 чел.)
- Божи (301 чел.)
- Брен (168 чел.)
- Булонь-ла-Грасс (470 чел.)
- Бьермон (170 чел.)
- Виллер-сюр-Куден (1 400 чел.)
- Виньемон (397 чел.)
- Гурне-сюр-Аронд (601 чел.)
- Жиромон (546 чел.)
- Конши-ле-По (608 чел.)
- Куден (901 чел.)
- Кювилли (610 чел.)
- Ла-Невиль-сюр-Рессон (228 чел.)
- Латоль (117 чел.)
- Маркеглиз (441 чел.)
- Марньи-сюр-Ма (515 чел.)
- Монши-Юмьер (661 чел.)
- Мортемер (197 чел.)
- Нефви-сюр-Аронд (246 чел.)
- Орвилле-Сорель (503 чел.)
- Рессон-сюр-Ма (1 591 чел.)
- Рикебур (231 чел.)
- Энвилле (95 чел.)

## Экономика
Структура занятости населения :
- сельское хозяйство — 8,4 %
- промышленность — 18,1 %
- строительство — 7,5 %
- торговля, транспорт и сфера услуг — 46,2 %
- государственные и муниципальные службы — 19,9 %

## Политика
На президентских выборах 2012 г. жители кантона отдали в 1-м туре Николя Саркози 27,5 % голосов против 26,5 % у Марин Ле Пен и 22,6 % у Франсуа Олланда, во 2-м туре в кантоне победил Саркози, получивший 54,2 % (2007 г. 1 тур: Саркози  — 31,8 %, Сеголен Руаяль — 18,3 %; 2 тур: Саркози — 60,3 %). На выборах в Национальное собрание в 2012 г. по 6-му избирательному округу департамента Уаза они в 1-м туре отдали больше всего голосов - 30,5 % - действующему депутату, кандидату партии Союз за народное движение Франсуа-Мишелю Гонно, а во 2-м туре - кандидату левых, коммунисту Патрису Карвальо - 39,9 % (во 2-м туре участвовало три кандидата).
|  | Кандидат        | Партия                    | % голосов |
|  | --------------- | ------------------------- | --------- |
|  | Жозеф Сангинетт | Социалистическая партия   | 51,56     |
|  | Рене Маэ        | Союз за народное движение | 26,11     |
|  | Сабрина Отт     | Коммунистическая партия   | 11,23     |
|  | Лоран Гиньо     | Национальный фронт        | 11,10     |